# Liste der Naturdenkmale in Freirachdorf
Die Liste der Naturdenkmale in Freirachdorf nennt die im Gemeindegebiet von Freirachdorf ausgewiesenen Naturdenkmale (Stand 13. Juni 2024).

## Ehemalige Naturdenkmale
| Nr. | Bezeichnung | Lage                                       | Beschreibung                                                                                                | Bild                                    |
| --- | ----------- | ------------------------------------------ | --- | --------------------------------------- |
|     | Dicke Eiche | östlich des Ortes; Abteilung Wildheck Lage | Quercus robur, vor 1400 gekeimt; 22 m hoch bei 6,6 m Brusthöhenumfang; Rechtsverordnung vor 2009 aufgehoben | Direkt Bild zu diesem Denkmal hochladen |